# Köttbullar
Le köttbullar (, letteralmente polpette di carne in lingua svedese) sono una pietanza a base di carne, tipica della cucina svedese, della quale costituiscono il piatto nazionale.

## Preparazione

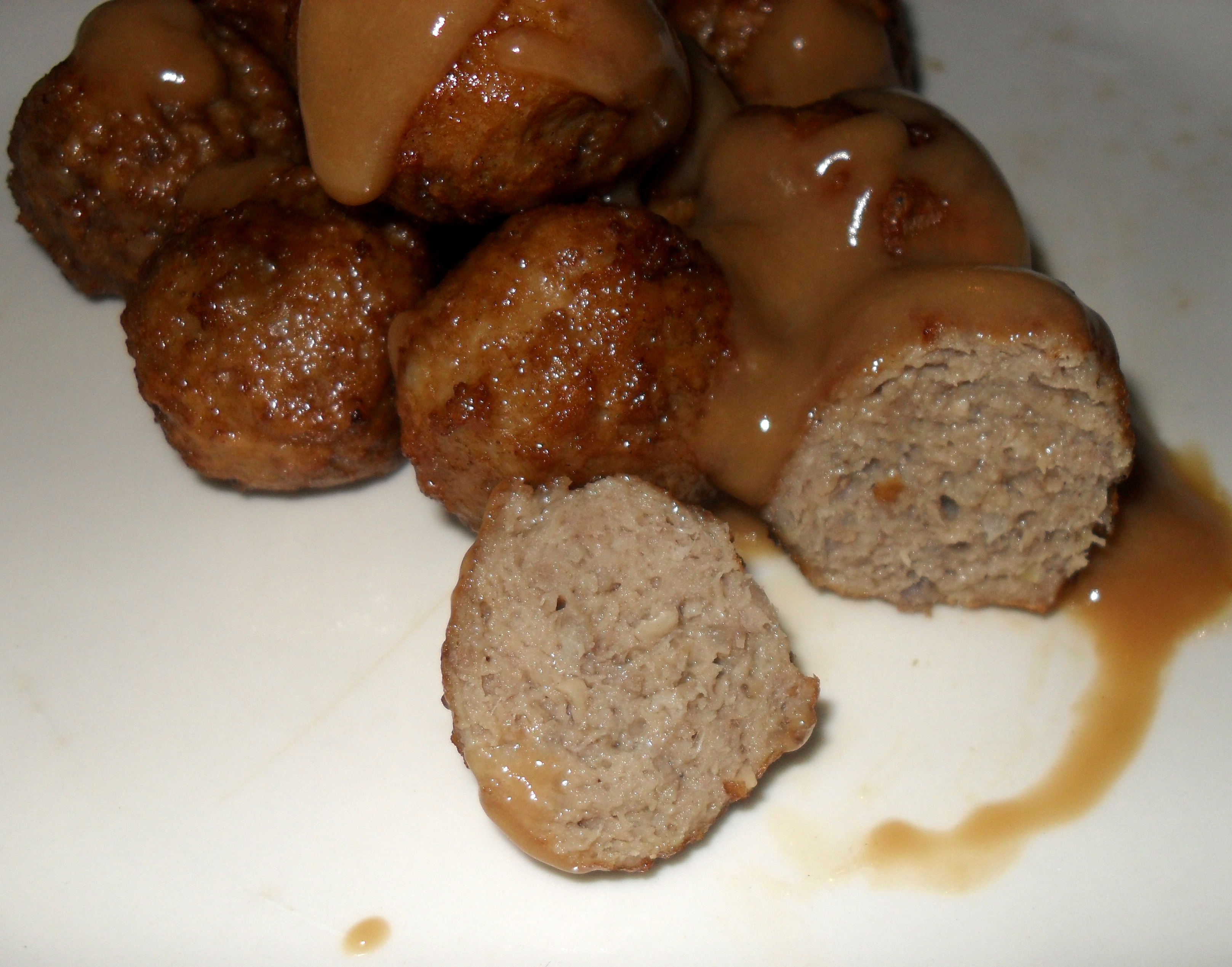
Köttbullar servite con la tipica salsa a base di panna.

Per la preparazione delle köttbullar vengono utilizzati di solito due tipi di carne: quella di cavallo e quella di puledro svedese. L'ammontare di carne di cavallo, che determina un prodotto finale più o meno grasso, varia a seconda del luogo in cui sono cucinate e varia a seconda della latitudine, diminuendo più si va verso il nord Europa. La carne viene macinata finemente ed impastata con della mollica di pane inumidita nel latte. Vengono poi aggiunte una o più patate precedentemente lessate, cipolla soffritta e un uovo. L'impasto viene poi aromatizzato con spezie e erbe, come il prezzemolo, la noce moscata o un tipico pepe giamaicano, il pimento. L'impasto viene poi diviso in piccole porzioni cui viene data una forma sferica, fino a farle diventare delle polpette, che vengono successivamente fritte in olio caldo. Alcune varianti prevedono la bollitura in una pentola piena d'acqua.

## Consumo
Le köttbullar vengono solitamente servite come secondo piatto o come contorno durante il buffet smörgåsbord, accompagnate da una tipica salsa a base di panna e dalla confettura di lingon, un frutto di bosco locale, rosso, simile al mirtillo.